# خانه سلامت
خانه سلامت نهاد هم‌آهنگ‌کننده در حوزه سلامت شهری در محله‌های تهران و کلان‌شهرهای ایران است. خانه سلامت در محله‌های مختلف شهری قرار دارد و به عنوان ستاد هم‌آهنگ کننده و اجرایی پروژه محله سالم با جلب مشارکت همگانی شهروندان به بهبود و ارتقاء سلامت عمومی و افزایش میزان سلامت و پیشگیری از بیماری کمک می‌کند. این نهاد یکی از چندین نهاد و مجموعه فعال در سلامت شهری وابسته به شهرداری تهران و دیگر کلان‌شهری ایران است. از جمله وظایف خانه سلامت می‌توان به ایجاد امکانات و تسهیلات لازم برای دسترسی شهروندان به خدمات سلامتی، حمایت از تشکل‌های مردمی حوزه سلامت، برگزاری دوره‌های آموزشی، مشاوره‌ای جهت ارتقاء آگاهی‌های سلامتی و… اشاره کرد. شهرداری در خانه سلامت برای گروه‌های خاص مردمی اعم از کارگرانو معلولاننیز خدماتی را ارائه می‌کند. براساس گزارش‌هایی تا تابستان ۱۳۹۲ بالغ بر چهارصد خانه سلامت در تهران راه‌اندازی شده‌است.

## معرفی
خانه سلامت نهاد فعال حوزه سلامت همگانی از نهادهای فعال در اداره کل سلامت معاونت امور اجتماعی و فرهنگی شهرداری تهران است. این نهاد در دیگر شهرهای ایران نیز وابسته به شهرداری است.
پیشینه
نخستین ایده ایجاد خانه‌های سلامت در مجموعه شهرداری تهران و دیگر کلان‌شهرهای ایران متأثر از طرح وزارت بهداشت، درمان و آموزش پزشکی در اواخر دهه شصت خورشیدی بود. این نهاد برای حل و فصل چالش‌های بهداشتی حاشیه نشینان شهری طرح رابطان بهداشت را در مناطق حاشیه شهر تهران، تبریز، اصفهان، شیراز و… به اجرا گذاشت. در اوائل دهه هفتاد خورشیدی با توجه به تأثیرگذاری این طرح با بسط و گسترش آن و مسئولیت‌پذیری شهرداری و نهادهای شهری در ایران این طرح در سراسر شهرهای کشور به اجرا گذاشته شد.

## خانه سلامت در تهران
پیشینه سلامت شهری در شهر تهران نشان می‌دهد یکی از فعالیت‌هایی که به صورت مشخص در شهرداری تهران، برای ارتقاء سطح سلامت شهروندان اجرا شده پروژه سلامت شهروندی به عنوان «شهر سالم» است که در فاصله سال‌های ۱۳۷۲ تا۱۳۷۶ در محله ۱۳ آبان شهر ری اجرا شده‌است. همچنین در روایت دیگر از شکل‌گیری نهاد سلامت در ساختار سازمانی شهرداری تهران همشهری آن‌لاین توضیح داده‌است که شهرداری تهران سال ۱۳۷۰ همایش بزرگ «شهر سالم» در دانشگاه تهران سلامت شهروندان در ساختار سازمان شهرداری تهران به‌طور جدی مطرح شد و نخستین ایده «شهر سالم ایران» به صورت آزمایشی در شهرستان ری، از ۱۸ اسفند سال ۱۳۷۰ شروع به کار کرد. دو هدف عمده در اجرای طرح «شهر سالم» پی گرفته شد؛ نخست هم-آهنگی و همکاری بین‌بخشی و دیگری هم جلب مشارکت‌های مردمی. از این دو هدف و اصل به عنوان زیر بنای تحقق پروژه شهر سالم و تضمین کننده سلامت پایدار در جامعه‌ای یاد شد.

## اهداف وظایف
خانه‌های سلامت برای تحقق حداکثری سلامت همگانی، اهداف و ماموریت‌هایی را به عهده دارند.
اهداف
1. جلب مشارکت خانواده‌ها در اداره امور محلی
2. نمودن بستر مناسب جهت کسب مهارت از طریق تمرین و ممارست در مشارکت‌های اجتماعی
3. نهادینه کردن ارتباط مردم و مشارکت جمعی آنان با متولیان مدیریت شهری
4. تقویت روحیه جمعی و ایجاد همبستگی اجتماعی بین خانواده‌ها برای تأمین بهداشت، امنیت،
5. تقویت روحیه جمعی نگهداری و گسترش فضای سبز محله
6. ایجاد همفکری و همدلی

وظایف خانه‌های سلامت محله
1. دعوت از سازمان‌های موجود در هر منطقه جهت تشکیل هسته همکاری‌های بین بخشی
2. شناسایی افراد شاخص محلی و مشارکت‌جویان در زمینه سلامت
3. ایجاد امکانات و تسهیلات لازم برای دسترسی شهروندان به خدمات سلامتی
4. حمایت از تشکل‌های مردمی حوزه سلامت
5. برگزاری دوره‌های آموزشی، مشاوره‌ای جهت ارتقاء آگاهی‌های سلامتی

## پراکندگی خانه‌های سلامت
بر اساس سیاست‌های اعمال شده تمام مناطق ۲۲ گانه شهرداری تهران دارای اداره سلامت منطقه است. شهرداری ملزم به ایجاد خانه سلامت در تمام محله‌های شهر تهران است. خانه‌های سلامت به عنوان بازوی اجرایی اداره کل سلامت در محله‌های شهر تهران انجام وظیفه می‌کند.

## اداره کل سلامت
نیمه دوم سال ۱۳۸۴ٰ برنامه راهبردی پنج ساله، شهرداری تهران در حوزه سلامت شهری، شامل چالش‌ها، اهداف، راهبردها و برنامه‌ها تدوین شد و برای اجرای این برنامه‌ها و ماموریت‌ها اداره کل سلامت در معاونت امور اجتماعی و فرهنگی شهرداری تهران تشکیل شد. راهبردهای ارتقاء سلامت، دسته‌بندی‌های مختلفی دارد که به راهبردهای اجباری، ترویجی، تسهیل‌سازی تقسیم می‌شوند. مداخله‌های اجباری برای تحقق حداکثری ارتقاء سلامت شهری متأثر از قوانین و سیاست‌ها و برنامه‌هایی است که سلامت همگانی را تأمین می‌کند و بی‌اعتنایی به آن برای جامعه مخاطره‌آمیز است. پس از یک دهه اجرای آزمایش طرح شهر سالم در نهایت سال ۱۳۸۳ برای اولین بار سند برنامه‌ریزی راهبردی ۵ ساله سلامت شهر تهران با همکاری جمعی از استادان دانشگاه تدوین شد. این سند سال ۱۳۸۵ به عنوان اساس برنامه‌ریزی سلامت در شهرداری تهران مدنظر قرار گرفت. در سند راهبردی چالش‌های اساسی سلامت شهر تهران، بیانیه مأموریت سلامت شهرداری، چشم‌انداز سلامت شهرداری، اهداف کلان، سیاست‌ها و استراتژی‌های آن به تفکیک تهیه و بر اساس آن برنامه‌های عملیاتی جهت رسیدن به شهری سالم تدوین شد. در روایت وب‌سایت سازمانی اداره کل سلامت تشکیل این نهاد اذعان شده‌است که با شروع فعالیت مدیریت جدید شهری در نیمه دوم سال ۱۳۸۴ برنامه راهبردی ۵ ساله شهرداری تهران در حوزه سلامت شهری تدوین شد؛ برای اجرای برنامه‌ها و ماموریت‌ها «اداره کل سلامت» در معاونت امور اجتماعی و فرهنگی شهرداری تهران تشکیل شد.
وظایف
حوزه مأموریت اداره کل سلامت به‌طور عموم تحقق بهداشت و پیشگیری از بیماری در میان شهروندان است. همچنین بر در شرح ماموریت‌های این نهاد در سایت سازمانی آمده‌است؛ سند راهبردی سلامت شهر تهران با هدف دستیابی به عالی‌ترین سطح ممکن سلامت در سطح کلیه گروه‌های اجتماعی ساکن در شهر از طریق تعاملات بین بخشی همه‌جانبه سازمان‌های دولتی و غیردولتی و بر اساس مداخل‌های شش‌گانه در سه سطح شهر، شهروند و مدیریت شهری، متناسب با تمامی ابعاد سلامت (اجتماعی – روانی – معنوی و جسمانی) به این شرح برنامه‌ریزی شده‌است. برنامه اول) ترویج شیوه زندگی سالم در شهر، برنامه دوم) توسعه امکانات محیطی و کالبدی سلامت محور (مستقیم و غیرمستقیم)، برنامه سوم) جلب حمایت و رهبری کاهش تأثیرات مضر عوامل کلان بر سلامت شهروندان، برنامه چهارم) ارتقای سلامت محوری سیاست‌ها، برنامه‌ها و پروژه‌های شهری، برنامه پنجم) پایداری و نهادینه سازی اقدامات سلامت محور شهرداری از جمله مشارکت مردم، برنامه ششم) مدیریت اطلاعات، تحقیقات و ارزشیابی سلامت شهری
- تلاش در جهت توانمندسازی شهروندان در تأمین و حفظ سلامت خود و جامعه شهری
- برنامه‌ریزی در جهت تأمین دسترسی عادلانه مردم به خدمات بهداشتی و سلامت اجتماعی
- تلاش در جهت توسعه رویکرد مبتنی بر سلامت در مدیریت شهری * ارائه خدمات مشاوره ای در زمینه‌های مختلف مرتبط (ژنتیک، روانی و …)
- توسعه آموزش‌های همگانی در زمینه بهداشت و سلامت اجتماعی (سالم زیستی) با همکاری اداره کل آموزش و مشارکت‌های شهروندی
- برنامه‌ریزی و تلاش در جهت پیشگیری، درمان و بازتوانی آسیب‌های اجتماعی تهدید کننده سلامت
- حفظ، تأمین و ارتقاء سطح بهداشت سلامت کارکنان شهرداری
- توسعه تأسیسات رفاهی و خدماتی از قبیل کلینیک‌های تخصصی، مهدهای کودک، باشگاه و …
- تهیه و تدوین سیاست‌های اجرایی در زمینه‌های مختلف بهداشت روان اعم از افزایش هنجارها، سلامت محیط، کاهش آلودگی‌های صوتی و…

## فعالیت‌های دیگر
اداره کل سلامت شهرداری تهران علاوه بر راه‌اندازی، و تجهیز و مدیریت خانه‌های سلامت، در زمینه راه‌اندازی و تجهیز و مدیریت خانه‌های اسباب بازی، مراکز آموزش مهارتهای رفتاری کودکان و نوجوانان و نیز مراکز ساماندهی معتادان تزریقی DIC فعالیت می‌کند.
خانه‌های اسباب بازی
خانه اسباب بازی مکانی است که در آن با استفاده از فرایند بازی و اسباب بازی کودک را برای آینده این خانه در نقش مهد کودک موقت به منظور پر کردن اوقات فراغت کودکان به همراه ارائه برنامه‌های اند توسط کارشناسان مربوط، به صورت خود گردان اداره می‌شود. در این مجموعه آموزشهای پنج‌گانه رفتار اجتماعی بهداشت فردی، علوم دینی و اخلاق، ورزش، بازی‌های تفریحی و مقررات ترافیکی ارایه می‌شود.
اهداف
1. ارایه خدمات آموزشی به وسیله بازی سالم و اسباب بازی سالم به شهروندان
2. ارتقاء سطح سلامت کودکان از طریق بازی و به‌کارگیری اسباب بازی‌های خلاق، استاندارد و سالم
3. آموزش مهارت‌های زندگی و سبک زندگی سالم به کودکان از طریق بازی و بهره‌برداری از اسباب بازی سالم

مراکز آموزش مهارت‌های رفتاری کودکان و نوجوانان (فرآموز)
مرکز فر آموز به عنوان مرکز مشاوره و آموزش سوء مصرف مواد به ویژه سیگار برای کودکان تأسیس شده‌است. در این مرکز، به واسطه ارایه آموزش‌های کارشناسی شده به کودکان، انزجار نسبت به استعمال دخانیات در آنها شکل می‌گیرد. فرآموزان از طریق انتقال آموزه‌ها به همسالان و خانواده‌های خود، به عنوان گروه‌های آموزشی همسان عمل خواهند نمود.
اهداف طرح
1. توسعه مهارت‌های زندگی کودکان پیش دبستانی و دبستانی؛
2. تقویت توان و پتانسیل رفتارهای پیشگیری کننده در کودکان پیش دبستانی و دبستانی
3. تقویت باورهای ارزشی و اجتماعی از قبیل مثبت‌اندیشی، اعتماد به نفس و آموزش مهارت «نه» گفتن به کودکان
4. آشنایی تجسمی - عینی کودکان با آسیب‌های جسمی انجام رفتارهای پرخطر
5. مشاهده واقعی و عینی سرانجام آسیب‌های ناشی از رفتارهای پرخطر
6. آشنایی با مفاهیم سلامت و الگوی پیشگیری
7. انتقال مفاهیم آموخته شده از سوی کودکان به خانواده‌ها.

مراکز ساماندهی معتادان تزریقی
ستاد شهر سالم تهران، جهت ساماندهی معتادان تزریقی تهران و با هدف کاهش آسیب‌های ناشی از اعتیاد، جلوگیری از خسارات ناشی از اعتیاد (ایدز و هپاتیت) و ساماندهی چهره شهر از وجود معتادان تزریقی، اقدام به تأسیس مرکز ساماندهی معتادان تزریقی (DIC) کرد. در ابتدا تعداد ۱۰ مرکز در شهر تهران پیش‌بینی شد. تا پایان سال ۱۳۸۸ به ۱۴ مرکز ارتقاء پیدا کرد.